# یواس‌اس چنانگو (سی‌وی‌یی-۲۸)
یواس‌اس چنانگو (سی‌وی‌یی-۲۸) (به انگلیسی: USS Chenango (CVE-28)) یک کشتی بود که طول آن ۵۵۳ فوت (۱۶۹ متر) بود. این کشتی در سال ۱۹۳۹ ساخته شد.